# 莎拉·加西亞·格羅斯
莎拉·加西亞·格羅斯（Sara García Gross，1986年—）是薩爾瓦多的一位心理學家、女權運動者與人權維護者，目前擔任非政府組織醫療、倫理與優生流產除罪化公民組織的協調員，也是薩爾瓦多女性人權維護者團體的成員 。2019年她因致力於推動女性的墮胎權而獲西蒙·德·波伏娃奖。

## 生平
莎拉·加西亞·格羅斯於1986年出生於薩爾瓦多查爾丘阿帕，童年經歷了薩爾瓦多內戰。她曾於中美洲大學修習心理學，又在墨西哥國立自治大學修習性別研究。2019年6月時她住在阿根廷布宜諾斯艾利斯，於聖馬丁將軍大學攻讀人權與拉丁美洲民主化的碩士學位。

## 人權運動
薩爾瓦多是禁止墮胎的六個拉丁美洲國家之一，過去該國在因姦成孕、孕婦有生命危險或胎兒有嚴重先天性障礙時允許墮胎，但1998年修法刪除了這些但書，將所有墮胎均視為非法。格羅斯所屬的團體醫療、倫理與優生流產除罪化公民組織（Citizen Group for the Decriminalization of Therapeutic, Ethical, and Eugénic Abortion）建於2009年，其宗旨為促進薩爾瓦多政府將墮胎除罪化，並推廣性教育，維護因墮胎相關問題而被法律追訴的女性，此組織已將11起因墮胎而被判有罪的女性案例上訴到美洲人權法院。2014年格羅斯發表了題為《從醫院到監獄》（西班牙語：Del Hospital a la Cárcel）的語音報告，以女性生育與墮胎的權利為主題，指出2000年至2014年間有許多女性因墮胎而受到司法檢控，其中有約四成被判有罪。
針對薩爾瓦多居高不下的女性兇殺案與性犯罪，格羅斯表示「這是針對女性的國家暴力」（Se ejerce una violencia de estado contra las mujeres.）。

## 獲獎
2019年1月，巴黎第七大學向格羅斯頒發西蒙·德·波伏娃奖，表揚她對促進墮胎除罪化作出的努力。